# Flydubai
Dubai Aviation Corporation (in arabo مؤسسة دبي للطيران‎?), conosciuta commercialmente come flydubai (in arabo فلايدبي‎?), è una compagnia aerea emiratina di proprietà del Governo di Dubai che la fondò nel 2008 e ha come unica base il Terminal 2 dell'aeroporto Internazionale di Dubai. Ha iniziato i voli il 1º giugno 2009.

## Storia
La compagnia venne fondata nel luglio 2008 dal governo di Dubai. Nonostante Flydubai non faccia parte del gruppo Emirates (anch'esso di proprietà del Governo di Dubai), Emirates supportò Flydubai durante la sua fase iniziale. Il 14 luglio 2008, Flydubai firmò un ordine con Boeing alla mostra internazionale e esposizione di volo di Farnborough per 50 Boeing 737-800 per un valore complessivo di 3,74 miliardi di dollari, con la possibilità di convertire l'ordine nei Boeing 737-900ER, aereo più capiente e con più autonomia rispetto al Boeing 737-800.
Il primo di questi aerei venne consegnato il 17 maggio 2009. I voli di linea iniziarono il 1º giugno successivo, con voli da Dubai a Beirut, in Libano e Amman, in Giordania. Da allora, il network della compagnia è stato notevolmente ampliato. Il 13 febbraio 2013 Flydubai annunciò che era in trattative sia con Boeing che con Airbus per un ordine di ulteriori 50 velivoli. Il 19 giugno dello stesso anno, la compagnia aerea comunicò che sarebbe stata aggiunta la business class a bordo dei suoi aerei. Il 15 novembre 2017, durante il Dubai Airshow 2017, Flydubai firma un ordine storico con Boeing per l'acquisto di 225 737 MAX 8
Nel marzo 2020, Flydubai ha subito notevoli perdite a causa della messa a terra dei 737 MAX in tutto il mondo. La società di proprietà statale ha affermato che la sua strategia di crescita era stata gravemente colpita dall'accaduto poiché aveva 11 di detti velivoli, oltre a più di 220 ordinati. L'amministratore delegato della società, Ghaith Al-Ghaith, ha affermato che era stato stipulato un accordo transattivo provvisorio con Boeing per un determinato compenso, ma i dettagli dell'accordo sono rimasti riservati. Successivamente, gli ordini sono stati diminuiti per un totale di 186 esemplari. Il 4 novembre 2020 FlyDubai ha annunciato che avrebbe iniziato i voli diretti tra Tel Aviv e Dubai dal 26 novembre, con la vendita dei biglietti. Questo segnerebbe la prima rotta di volo commerciale tra Dubai e Tel Aviv.

## Flotta

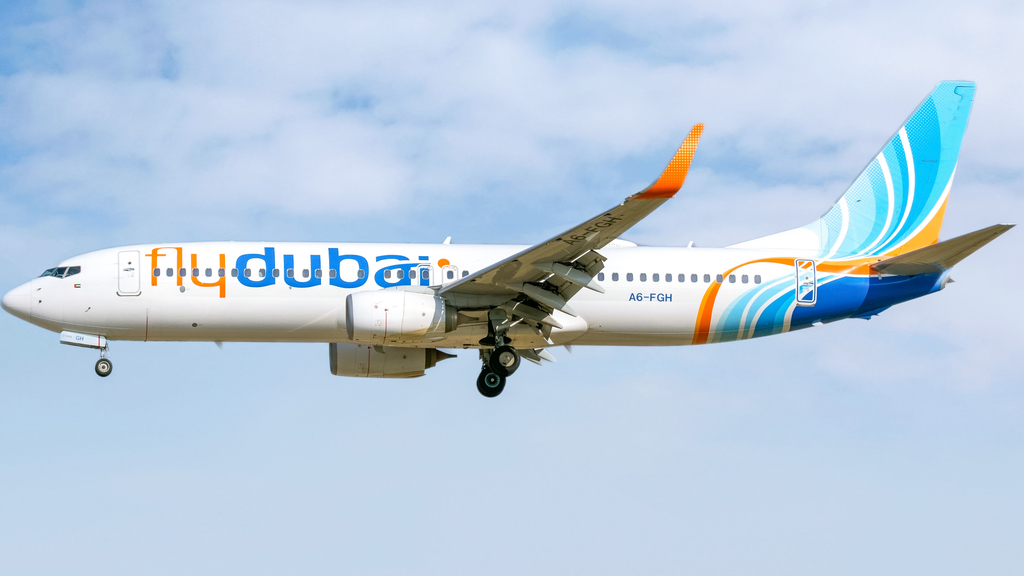
Un Boeing 737-800.

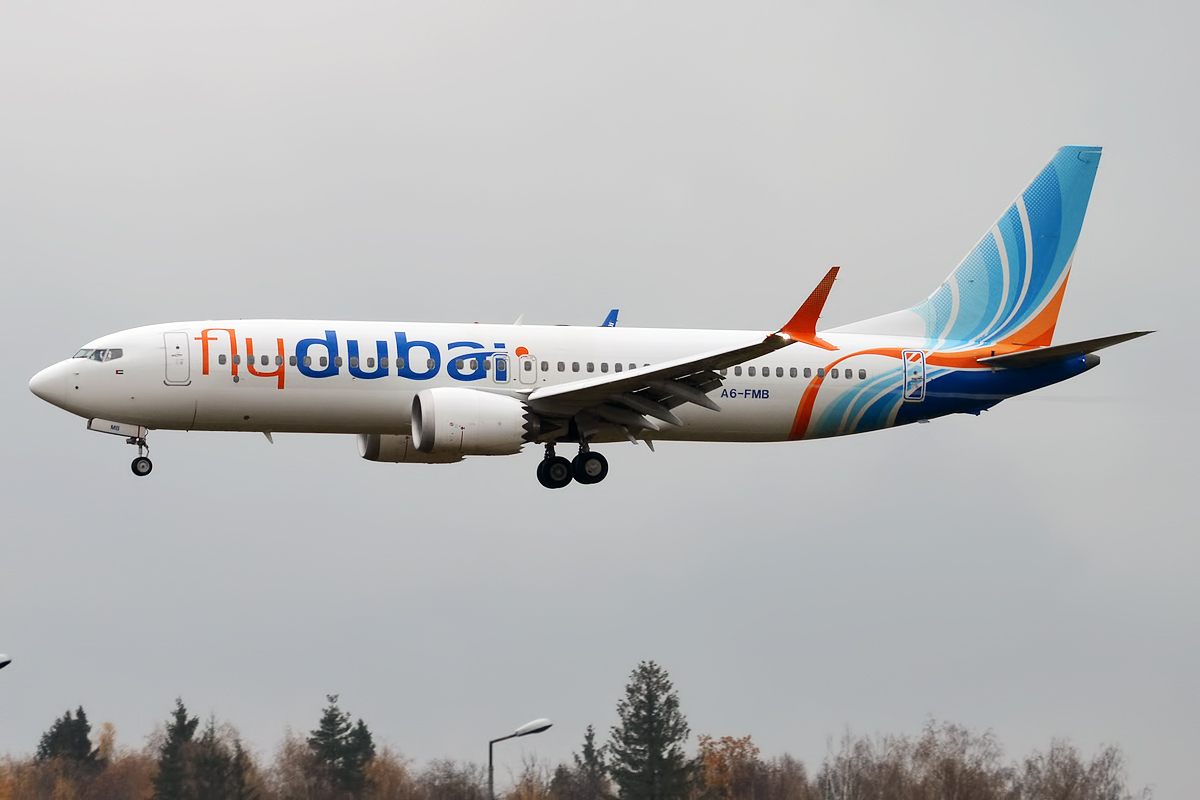
Un Boeing 737 MAX 8.

Ad ottobre 2024 la flotta di flydubai è così composta:

## Incidenti
- Il 19 marzo 2016 il volo Flydubai 981, operato da un Boeing 737-800 proveniente dall'aeroporto Internazionale di Dubai, si schiantò in atterraggio all'aeroporto di Rostov sul Don, in Russia, durante un tentativo di riattaccata. Tutti i 55 passeggeri e 7 membri dell'equipaggio a bordo morirono nell'incidente. Fu il primo incidente mortale nella storia della compagnia aerea. L'indagine condotta dall'Interstate Aviation Committee ha stabilito che l'incidente del 2016 è stato il risultato di molteplici errori da parte dei piloti.[11]